# Italian Open 2006 (теніс)
Italian Open 2006 (також відомий під назвами Rome Masters 2006 та Internazionali d'Italia 2006) — тенісний турнір, що проходив на відкритих кортах з ґрунтовим покриттям Foro Italico у Римі (Італія). Це був 63-й за ліком Відкритий чемпіонат Італії. Належав до серії Мастерс в рамках Туру ATP 2006, а також до турнірів 1-ї категорії в рамках Туру WTA 2006. Тривав з 8 до 22 травня 2006 року.

## Фінальна частина

### Одиночний розряд, чоловіки
Рафаель Надаль —  Роджер Федерер 6–7(0–7), 7–6(7–5), 6–4, 2–6, 7–6(7–5)

### Одиночний розряд, жінки
Мартіна Хінгіс —  Дінара Сафіна 6–2, 7–5

### Парний розряд, чоловіки
Марк Ноулз /  Деніел Нестор —  Джонатан Ерліх /  Енді Рам 6–4, 5–7, [13–11]

### Парний розряд, жінки
Даніела Гантухова /  Ай Суґіяма —  Франческа Ск'явоне and  Квета Пешке 3–6, 6–3, 6–1